# سيرجيو شولميستر
سيرجيو شولميستر (بالإسبانية: Sergio Schulmeister)‏ هو لاعب كرة قدم أرجنتيني في مركز حراسة المرمى، ولد في 30 أبريل 1977 في كورونل سواريز ‏ في الأرجنتين، وتوفي في 4 فبراير 2003 في بوينس آيرس في الأرجنتين. لعب مع أتليتيكو رافائيلا وديفينسوريس دي بيلغرانو وهوراكان.